# Malgrundet (vid Hälsingön, Larsmo)
Malgrundet är en ö i Finland. Den ligger i Bottenviken och i kommunen Larsmo i den ekonomiska regionen  Jakobstadsregionen i landskapet Österbotten, i den nordvästra delen av landet. Ön ligger omkring 86 kilometer nordöst om Vasa och omkring 410 kilometer norr om Helsingfors.
Öns area är 26,7 hektar och dess största längd är 1,1 kilometer i öst-västlig riktning. I omgivningarna runt Malgrundet växer i huvudsak blandskog.